# Idemitsu Kosan
Idemitsu Kosan (株式会社 光 興 産 株式会社, Idemitsu Kōsan Kabushiki-gaisha) è una compagnia petrolifera giapponese fondata nel 1911. Possiede e gestisce piattaforme petrolifere, raffinerie e produce e vende petrolio, oli e prodotti petrolchimici. L'azienda è quotata alla borsa di Tokyo.
Idemitsu è il secondo più grande raffinatore di petrolio in Giappone, dopo Nippon Oil. È stata classificata come la 262a più grande azienda al mondo per fatturato nella classifica Fortune Global 500 (2008) ed è al numero 26 nella raffinazione del petrolio.